# Barronopsis arturoi
Barronopsis arturoi is een spinnensoort in de taxonomische indeling van de trechterspinnen (Agelenidae).
Het dier behoort tot het geslacht Barronopsis. De wetenschappelijke naam van de soort werd voor het eerst geldig gepubliceerd in 1993 door Alayón.